# جايسون ريس (لاعب كرة قدم)
جايسون ريس (بالإنجليزية: Jason Rees)‏ هو مدرب كرة قدم ولاعب كرة قدم بريطاني في مركز الوسط، ولد في 22 ديسمبر 1969 في أبردير ‏ في المملكة المتحدة. شارك مع منتخب ويلز لكرة القدم. أما مع النوادي، فقد لعب مع كامبريدج يونايتد ونادي إكزتر سيتي ونادي بورتسموث ونادي توركي يونايتد ونادي لوتون تاون ونادي مانسفيلد تاون.

## وصلات خارجية
- جايسون ريس (لاعب كرة قدم) على موقع قاعدة بيانات كرة القدم.إي يو (الإنجليزية)
- جايسون ريس (لاعب كرة قدم) على موقع Soccerbase.com (لاعب) (الإنجليزية)